# Boden radio
Boden radio var en kustradiostation som hade både civil och militär betydelse i norra Sverige, främst under tidigt 1900-tal.

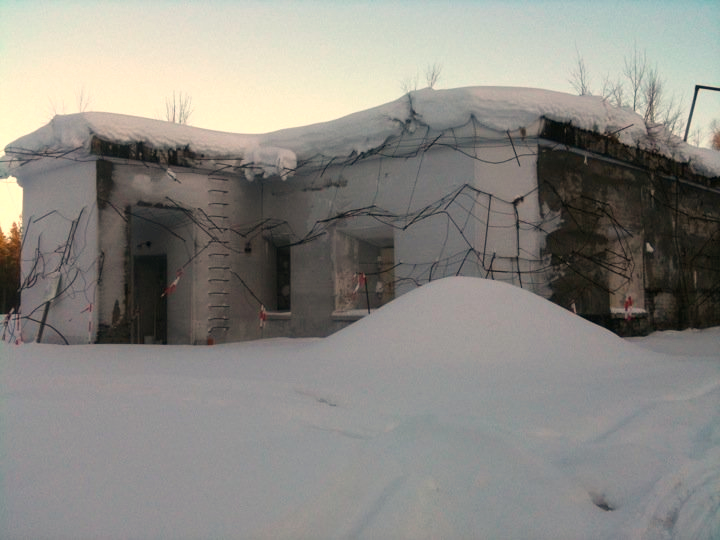
Radiobunkern inne på Bodens fästnings område i februari 2011.

## Stationens historia
Armén byggde 1914 en radiosändare på radiomyran cirka sex km norr om Boden, som var avsedd för radiokommunikation inom Bodens fästning. Då behov fanns av en kustradiostation för radiokommunikation med fartyg i Bottenviken, togs ett gemensamt beslut av armén, marinen och Kungliga Telegrafstyrelsen år 1913 att bygga radiostationen Boden radio. Placeringen blev i en kraftig betongbunker inne på militärt område vid Degerbergsfortet, som var en del av Bodens fästning. Stationen öppnades officiellt 1916, och även för allmän trafik 1919 med anropssignalen BODEN RADIO/SAI. Den ursprungliga sändaren var en långvågs gnistsändare med 16 kW antenneffekt. Radiostationen hade tre 108 meter höga radiomaster och fick sin elektriska försörjning från ett stort Nifeackumulatorbatteri. 1919 ersattes batterierna med ett motordrivet elverk. 
Då krigsfångeutväxling skedde via Haparanda var trafiken i slutet av första världskriget livlig, och ca 7900 krigsfångetelegram utväxlades över stationen.
Radiotrafik till och från fartyg blev från 1919 en omfattande verksamhet. Efter kriget förekom även telegramtrafik till gruvor och byggprojekt, bland annat Sveagruvan på Svalbard med anropssignal SAZ, och kraftverksbyggen i Porjus/SBC och Suorva/SBD i perioden 1920–1925.
År 1919 beställdes en tysk kombinerad telegrafi- och telefonirörsändare på 1 kW. Den 12 juli 1921 ägde Sveriges första rundradiosändning rum från Boden radio, och sändningar pågick fram till 1938. Från 1924 gjordes sändningarna via Radiotjänst som fick ansvaret för radiosändningarna från radiobunkern. Då den 1916 driftsatta Härnösand radio hade bättre täckning för fartyg i Bottenviken, fartygstelegrammen uppgick bara till något hundratal per år, och rundradion flyttade till Luleå 1938, minskade Boden radios betydelse. År 1939 överlämnade Telegrafverket stationen till armén. Då Flygvapnet från 1938 ansvarade för ett Röda kors-plan som var förlagt till Bodens garnison, följde även telegrafister från Boden radio med på sjuktransporterna i övre Norrland, och hade kommunikation med Boden via kortvåg. Den 1 januari 1975 stängdes slutligen radiostationen. Radiobunkern utgick ur krigsorganisationen 1985.